# Мішковиці
Мішковиці (пол. Miszkowice, нім. Michelsdorf) — село в Польщі, у гміні Любавка Каменноґурського повіту Нижньосілезького воєводства.
Населення — 596 осіб (2011).
У 1975-1998 роках село належало до Єленьоґурського воєводства.

## Демографія
Демографічна структура станом на 31 березня 2011 року:
|          | Загалом | Допрацездатний вік | Працездатний вік | Постпрацездатний вік |
| -------- | ------- | ------------------ | ---------------- | -------------------- |
| Чоловіки | 304     | 60                 | 213              | 31                   |
| Жінки    | 292     | 50                 | 162              | 80                   |
| Разом    | 596     | 110                | 375              | 111                  |